# Université de Miyagi
L'Université de Miyagi (宮城大学, Miyagi Daigaku) est une université publique du Japon située dans la ville de Sendai.
Fondée en 1997, elle comporte trois secteurs :
- soins infirmiers
- design de produits
- industries agro-alimentaires et environnement